# مسجد القططي

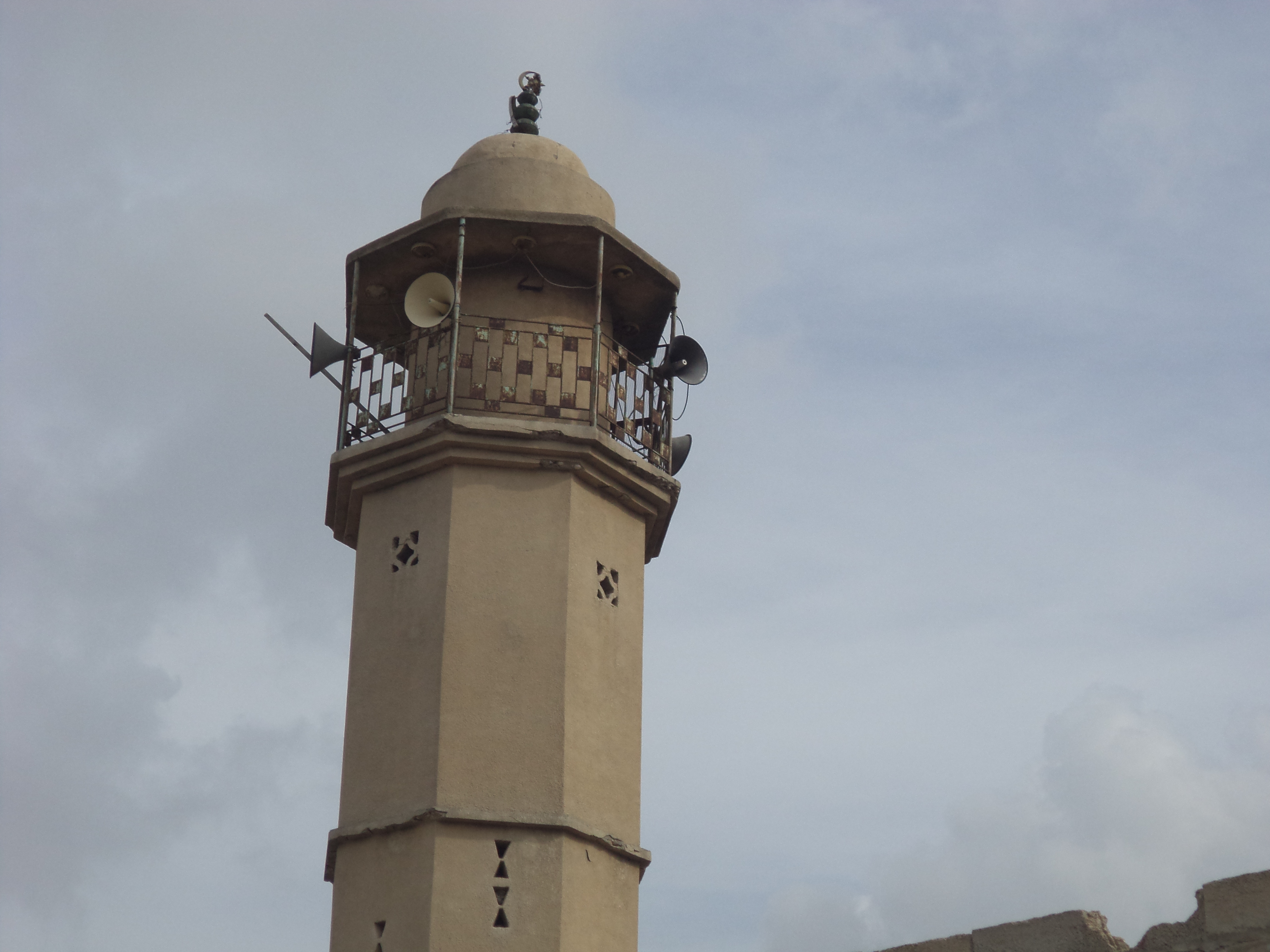
مأذنة مسجد القططي في منطقة النزلة بجباليا

مسجد القططي أو مسجد النزلة المركزي، هو مسجد يقع في قرية النزلة في مدينة جباليا، فلسطين. وكان مسجدًا صغيرًا من القصب ومن ثم جرتت توسعته.
يقع المسجد حاليا في منتصف منطقة النزلة في جباليا وقد تم توسعته على رقعة أرض كبيرة. وتم شراء جميع الأراضي المجاورة لإعادة تشييده ليصبح أكبر مسجد في المنطقة.